# Gentilly, Val-de-Marne
Gentilly là một xã ở ngoại ô phía nam của Paris, Pháp. Nó nằm cách 4,1 km (2,5 mi) tình từ trung tâm của Paris.